# Roncus jelasnicae
Espèce
Roncus jelasnicae est une espèce de pseudoscorpions de la famille des Neobisiidae.

## Distribution
Cette espèce est endémique de Serbie. Elle se rencontre vers Jelašnica.

## Description
La femelle holotype mesure 2,21 mm.

## Étymologie
Son nom d'espèce lui a été donné en référence au lieu de sa découverte, Jelašnica.

## Publication originale
- Ćurčić & Dimitrijević, 2009 : Roncus jelasnicae, a new epigean pseudoscorpion of the genus Roncus L. Koch, 1873, from East Serbia. Archives of Biological Sciences, vol. 61, no 4, p. 751-755.